# Zizina
Zizina  (лат.) — род дневных бабочек из семейства Голубянки (Lycaenidae). 3 вида. Тропическая группа, встречающаяся в Старом Свете: Африка, Азия, Океания. Жилки Sc и R1 переднего крыла соединённые. Булава усиков сдавленная с боков. Крыло сверху с синим отливом, без чёрных точек. Заднее крыло без хвостиков, снизу с краевыми пятнами.

## Систематика
3 вида.
- Zizina emelina (de l’Orza, 1869) (или подвид Zizina otis) — Япония, Китай, Корея
- Zizina otis (Fabricius, 1787)
  - Zizina otis otis (Fabricius, 1787) — Юго-Восточная Азия
  - Zizina otis antanossa (Mabille, 1877) — Афротропика, Южная Азия
  - Zizina otis labradus (Godart, [1824]) — от Шри-Ланки до Новой Зеландии и Фиджи
- Zizina oxleyi (C.Felder & R.Felder, 1865) — Новая Зеландия

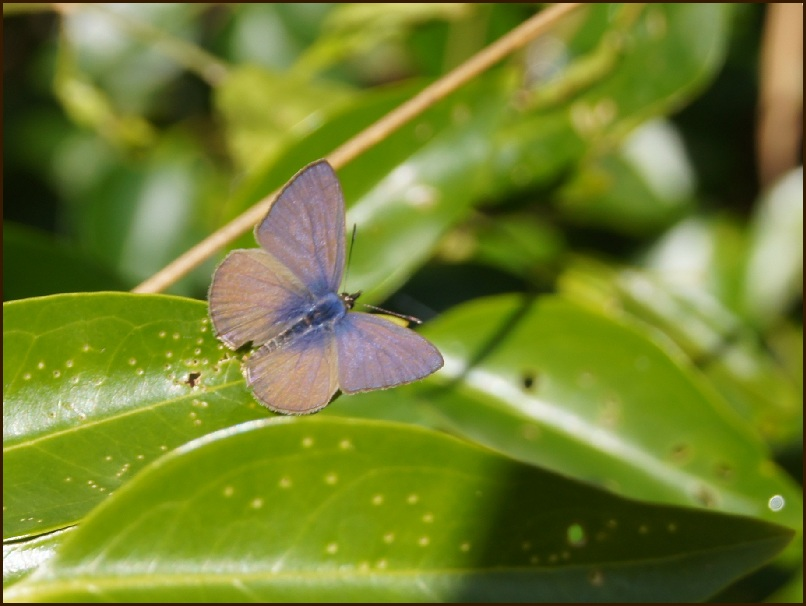
Zizina labradus
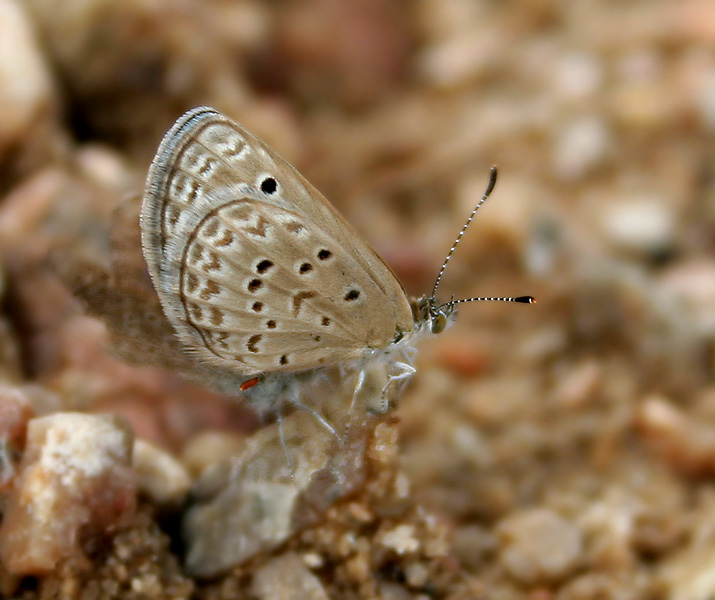
Zizina otis
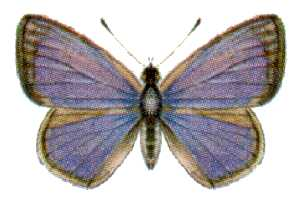
Zizina labradus